# World Recreational Scuba Training Council
Il World Recreational Scuba Training Council (WRSTC) è stato fondato nel 1999 ed è dedicato alla creazione di standard minimi di addestramento per le immersioni ricreative per le varie agenzie di certificazione subacquea in tutto il mondo. Il WRSTC limita la sua appartenenza a consigli nazionali o regionali. Questi consigli sono costituiti da organizzazioni di addestramento individuali che rappresentano collettivamente almeno il 50% delle certificazioni di sub annuali nel paese o nella regione del consiglio membro. Un consiglio nazionale è denominato RSTC (Recreational Scuba Training Council).
Organizzazioni significative di formazione che non sono associate a WRSTC attraverso l'adesione ai suoi RSTC regionali comprendono la Confédération Mondiale des Activités Subaquatiques (CMAS).

## Consigli membri

### Stati Uniti RSTC
Sulla base dell'esperienza dei precedenti tentativi negli Stati Uniti (USA) di controllare vari aspetti dell'attività subacquea ricreativa per legge, l'RSTC degli Stati Uniti è stato creato nel 1986 come organismo permanente per sostenere una relazione tra varie organizzazioni di addestramento di immersioni ricreative. Nel 1991, ha sostituito la DEMA (Diving Equipment Manufacturers Association, denominata Diving Equipment and Marketing Association nel 1998) come segreteria per l'allora American National Standards Institute (ANSI) per Underwater Safety (noto anche come Z86 Committee). Il comitato Z86 è stato successivamente sostituito dal comitato per le norme e la sicurezza dell'insegnamento subacqueo (noto anche come il comitato Z375). Nel 2007 ha mantenuto la sua nomina come ANSI Accredited Standards Developer (ASD) per il comitato Z375.
L'US RSTC è stato responsabile dello sviluppo di una dichiarazione medica standard (in collaborazione con la Società sanitaria sottomarina e iperbarica) e degli standard minimi di addestramento per i segnali manuali sub e dei seguenti gradi di subacquei ricreativi - Immersione introduttiva, Subacqueo, Open Water Diver, Certificazione Enriched Air Nitrox, Rescue Diver, Dive Supervisor  Assistant Instructor, Scuba Instructor e Scuba Instructor Trainer.
L'appartenenza a un membro del consiglio RSTC degli Stati Uniti è uno dei criteri di riconoscimento utilizzati da Boy Scouts of America (BSA) per la selezione di istruttori subacquei ricreativi per la formazione dei propri membri al fine di ricevere il badge di merito BSA Scuba Diving .
A partire dal 2018, le seguenti agenzie sono membri:
- IANTD - International Association of Nitrox and Technical Divers
- NAUI - Associazione nazionale degli istruttori subacquei
- PADI - Associazione professionale di istruttori subacquei
- PDIC - The Professional Diving Instructors Corporation
- SDI - Scuba Diving International
- SSI - Scuba Schools International
- SNSI - Scuba and Nitrox Safety International
- RAID (membro associato)
- PSS Professional Scuba Schools

### RSTC Europe
RSTC Europe è attualmente membro della European Underwater Federation. Le seguenti agenzie sono attualmente membri: 
- Divers Alert Network Europe
- International Aquanautic Club (IAC)
- International Diving Association
- IDEA Europe
- National Association of Scuba Diving Schools Germany (NASDS)
- PADI EMEA
- Professional Diving Association
- PSS Professional Scuba Schools
- SDI Germany
- SNSI - Scuba and Nitrox Safety International
- SSI Europe  Archiviato il 20 luglio 2019 in Internet Archive.
- Verband Internationaler Tauchschulen